# Cantaing-sur-Escaut
Cantaing-sur-Escaut ist eine Gemeinde im französischen Département Nord in der Region Hauts-de-France. Sie gehört zum Arrondissement Cambrai und zum Kanton Le Cateau-Cambrésis.

## Geografie
Die Gemeinde liegt an der oberen Schelde und dem parallel verlaufenden Canal de Saint-Quentin, fünf Kilometer südwestlich von Cambrai. Unmittelbar westlich von Cantaing kreuzrn sich die Autobahnen A 2 und A 26. Cantaing-sur-Escaut grenzt im Norden an Fontainte-Notre-Dame, im Nordosten an Proville, im Südosten an Noyelles-sur-Escaut, im Südwesten an Flesquières, im Westen an Graincourt-lès-Havrincourt und im Nordwesten an Anneux.

## Geschichte
Das Dorf wurde während des Ersten Weltkriegs beinahe vollständig zerstört. 
Im Jahr 1938 wurde aus „Cantaing“ „Cantaing-sur-Escaut“.

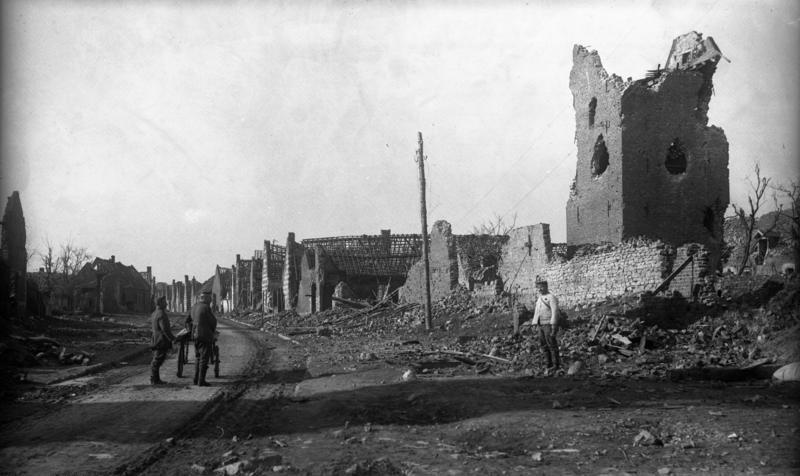
Zerstörter Straßenzug im Jahr 1918
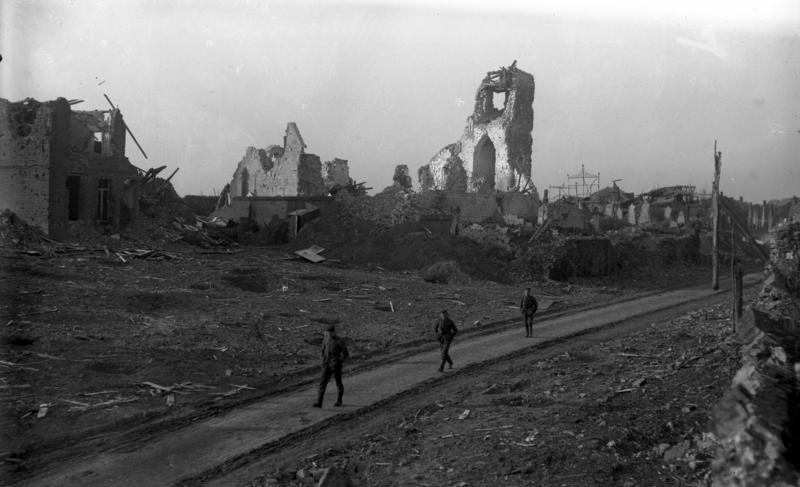
Zerstörte Kirche im Dorfzentrum

### Bevölkerungsentwicklung
| Jahr                       | 1962 | 1968 | 1975 | 1982 | 1990 | 1999 | 2006 | 2013 | 2020 |
| Einwohner                  | 450  | 428  | 392  | 363  | 394  | 415  | 431  | 404  | 405  |
| Quellen: Cassini und INSEE |      |      |      |      |      |      |      |      |      |

## Sehenswürdigkeiten

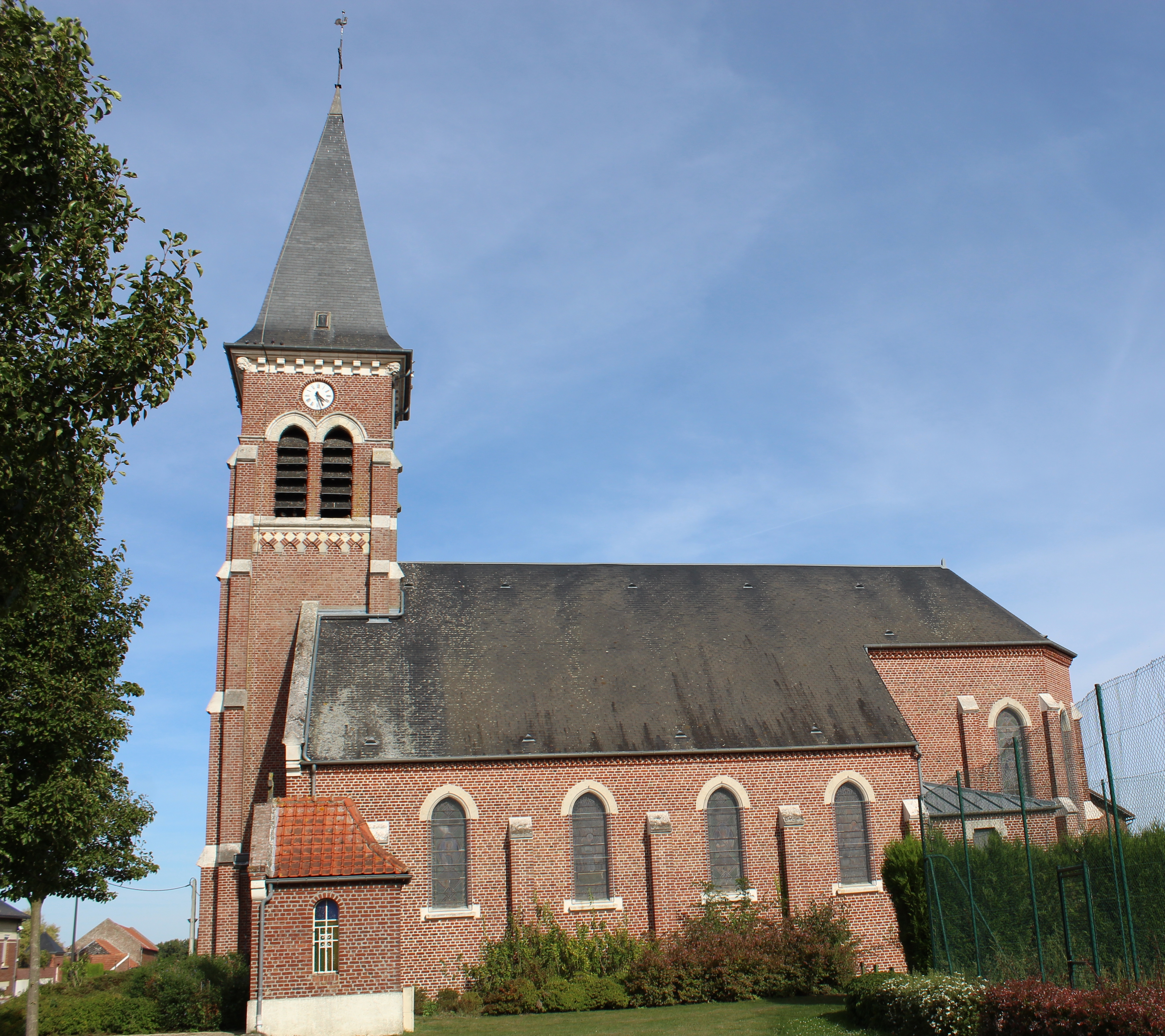
Kirche Saint-Martin
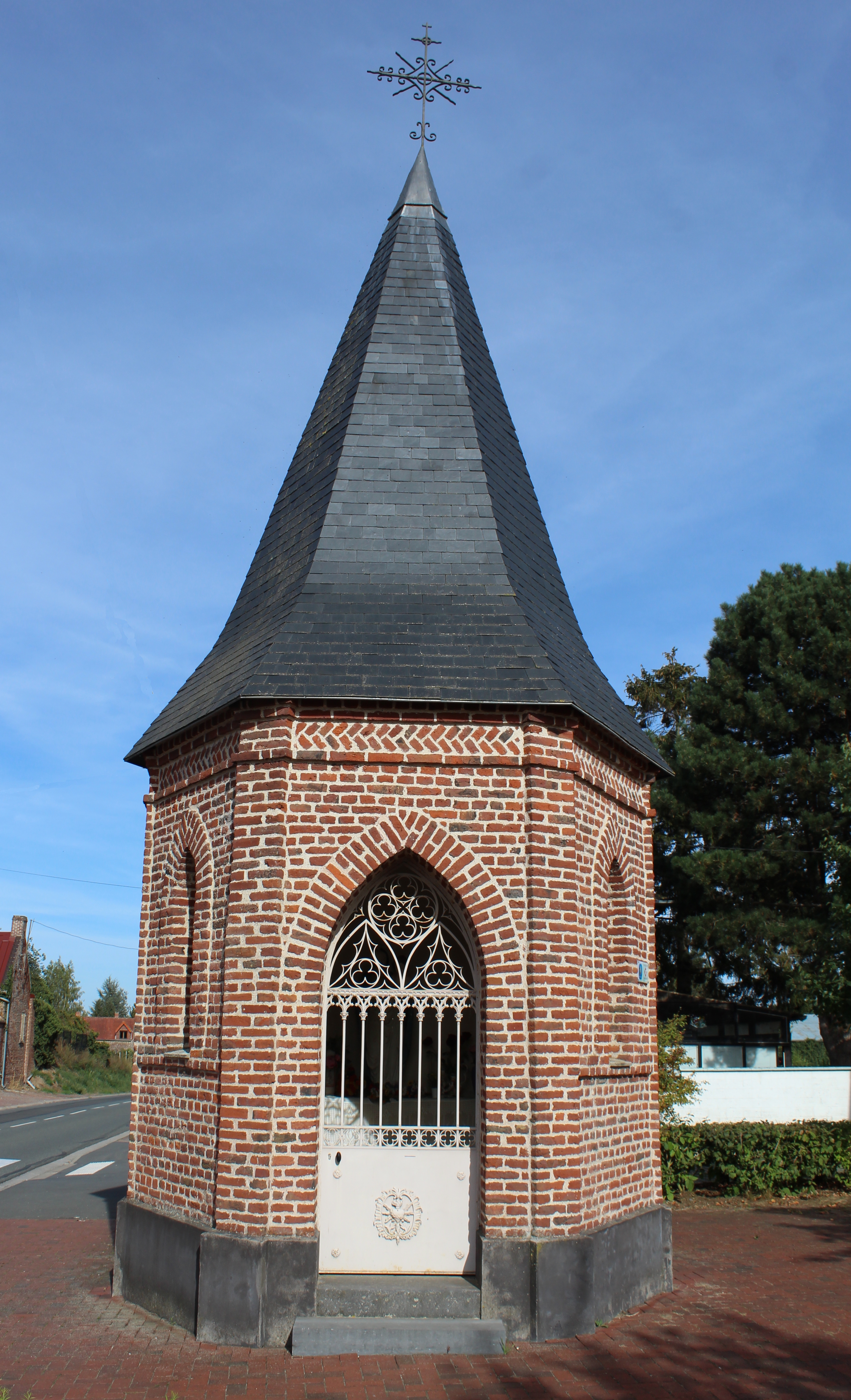
Ruinen der Kapelle Saint-Hubert
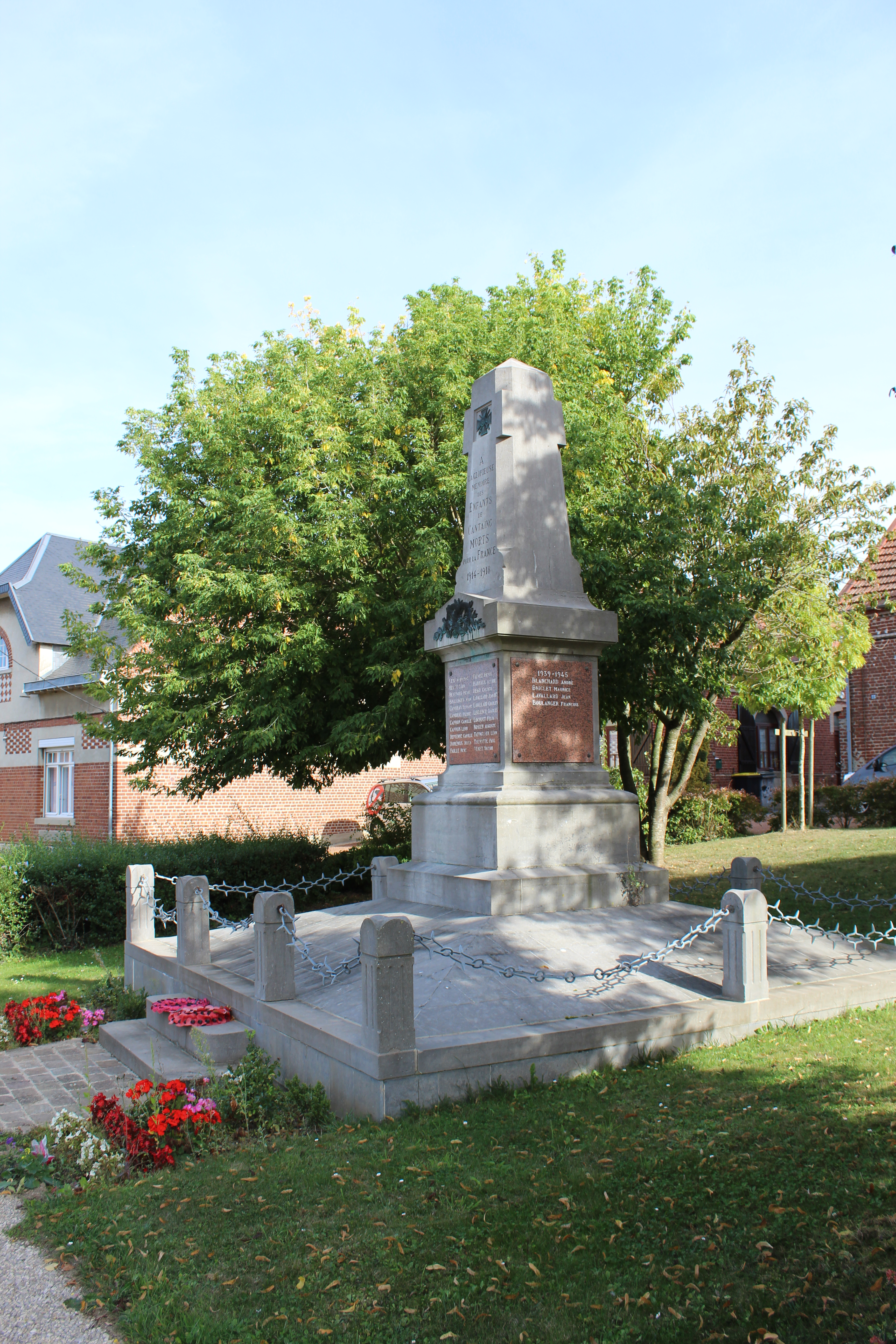
Gefallenendenkmal
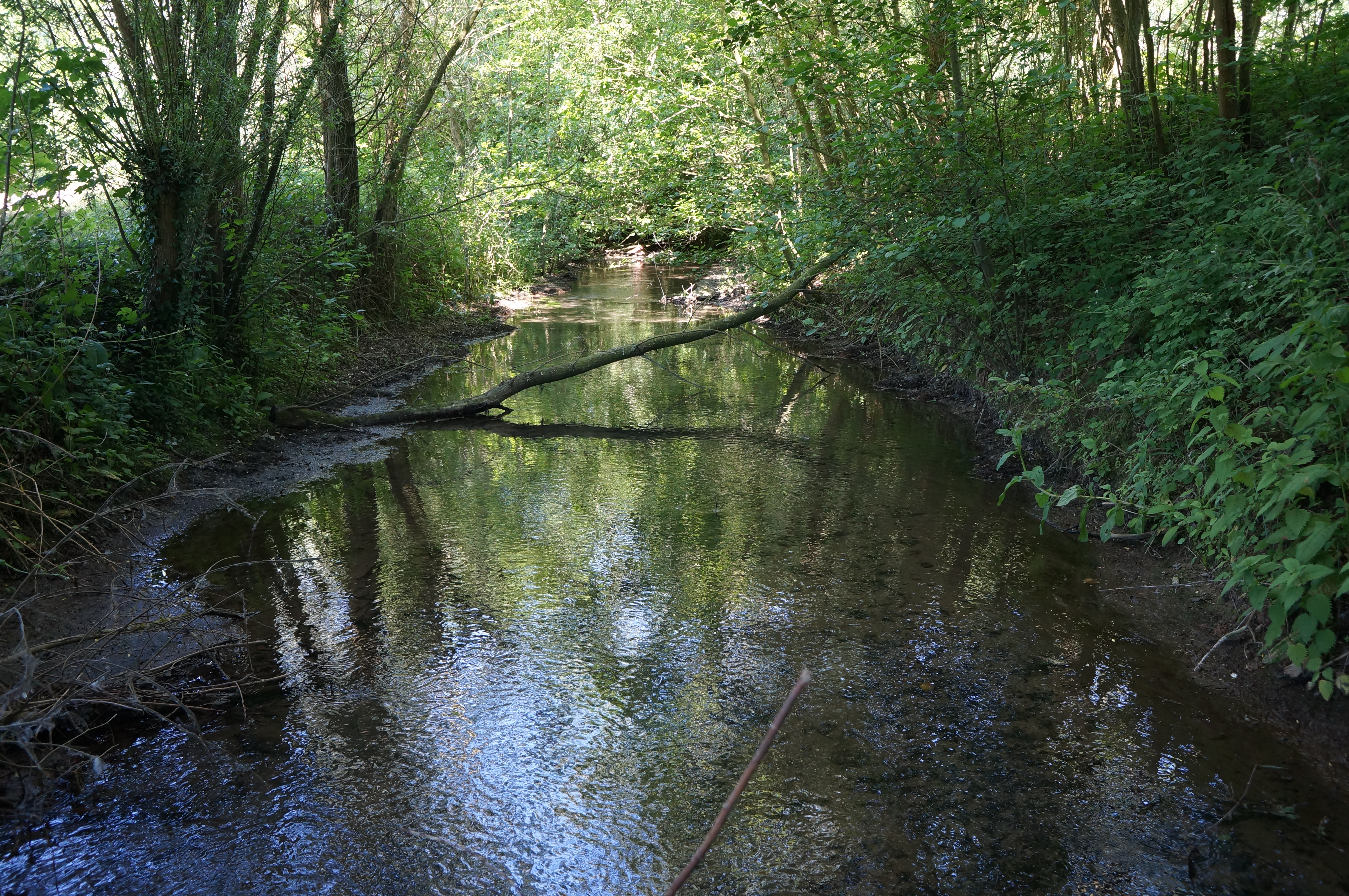
Die obere Schelde im Naturschutzgebiet bei Cantaing<sur-Escaut
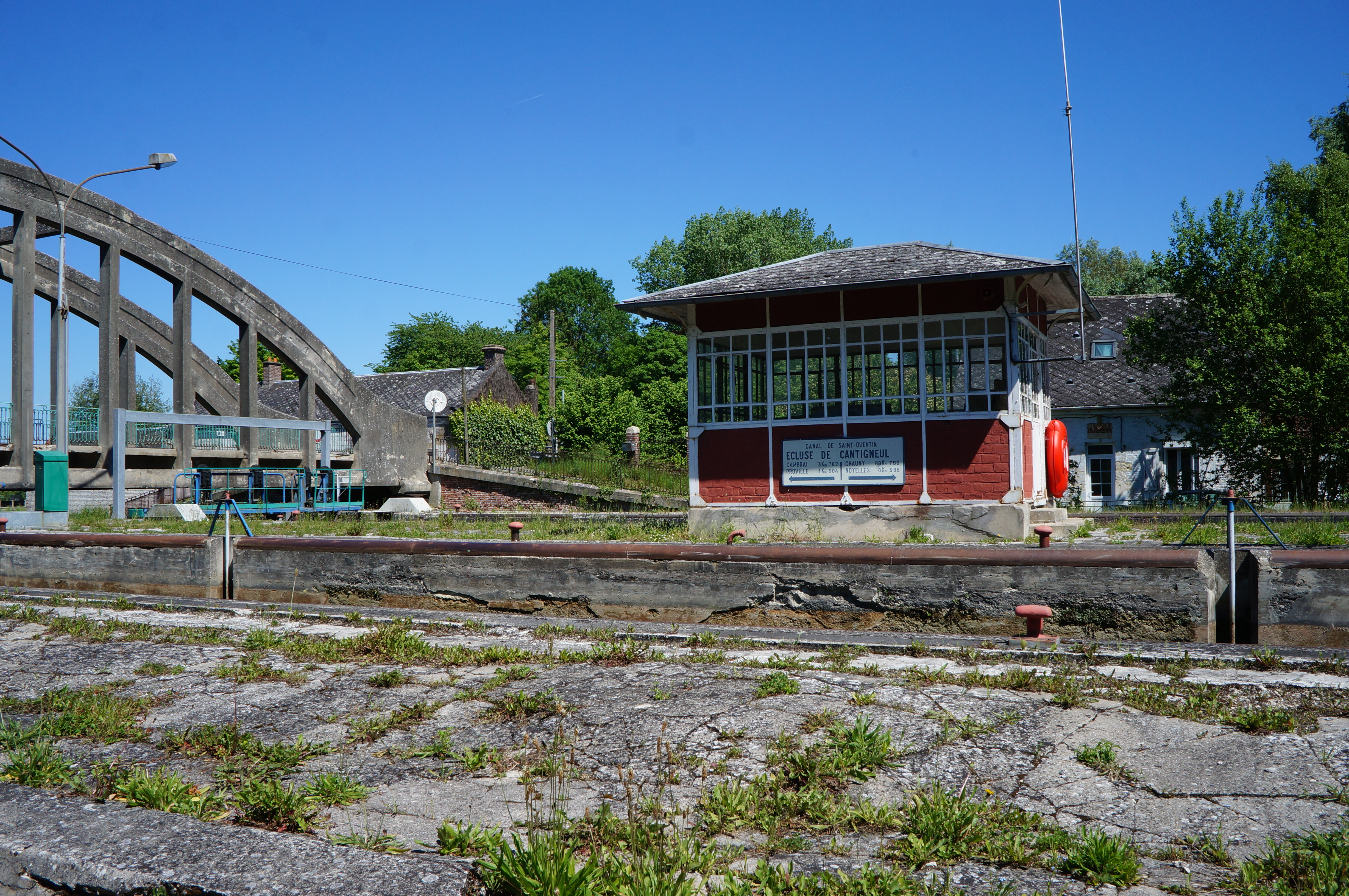
Kanalschleuse Cantigneul

- Kapelle der Jungfrau

- Kirche Saint-Martin
- Kapelle der Jungfrau
- Gefallenendenkmal
- Die obere Schelde im Naturschutzgebiet bei Cantaing<sur-Escaut
- Kanalschleuse Cantigneul